# Gomphoceroides xingjiangensis
Gomphoceroides xingjiangensis är en insektsart som beskrevs av Zheng, Z., B. Xi och Yong Shan Lian 1992. Gomphoceroides xingjiangensis ingår i släktet Gomphoceroides och familjen gräshoppor. Inga underarter finns listade i Catalogue of Life.